# Lee (flod)
Denna artikel handlar om floden i Irland. För floden i England, se Lea (flod).

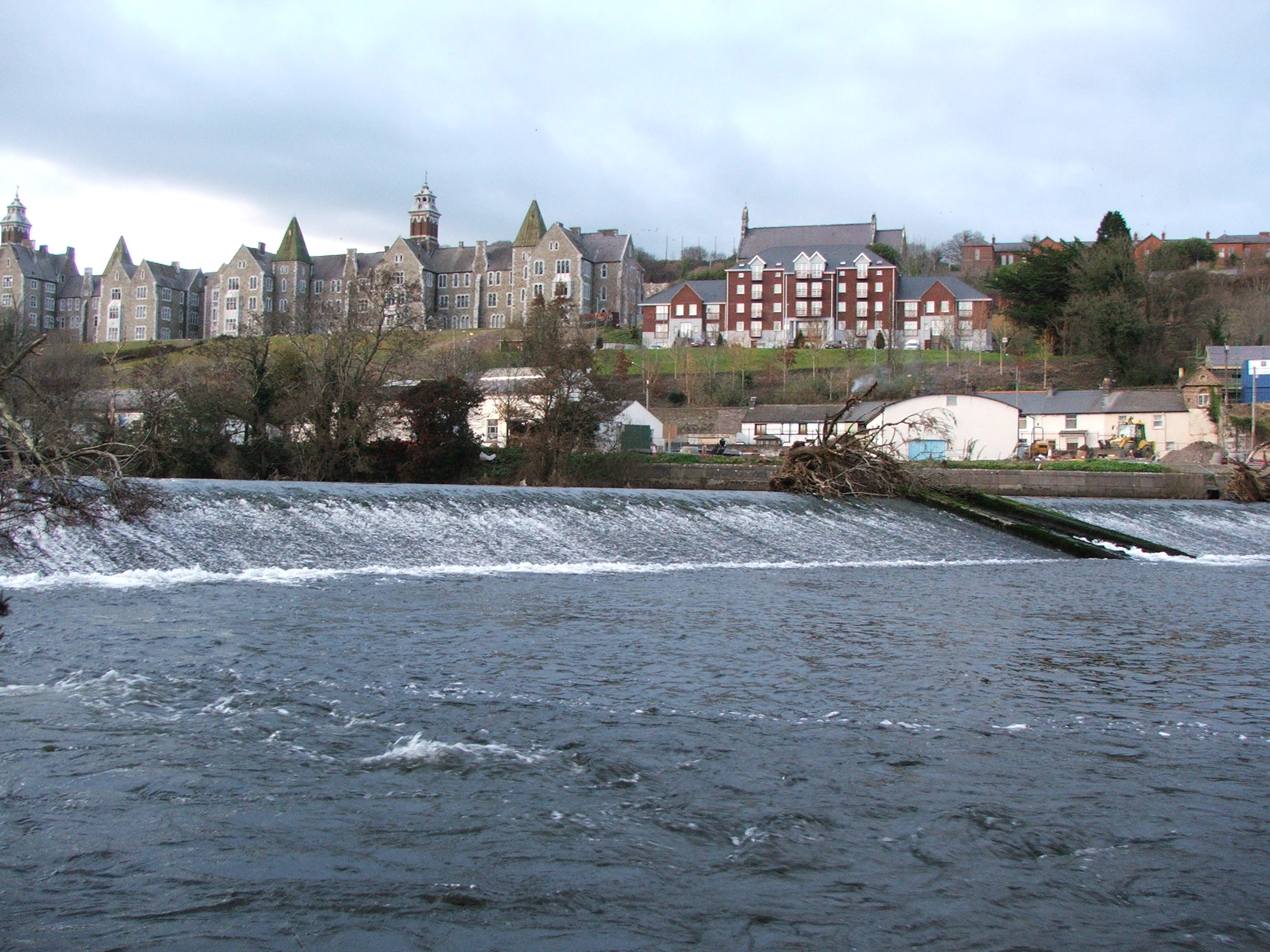
Lee vid Cork.

Lee (iriska An Laoi) är en flod i Republiken Irland. Den har sin källa i Shehybergen vid den västra gränsen av grevskapet Cork och flyter österut genom staden Cork tills den mynnar i Atlanten vid stadens hamn på Irlands sydkust. 
Ett vattenkraftverk har byggts på floden i närheten av staden Cork.